# Tom Gehrels

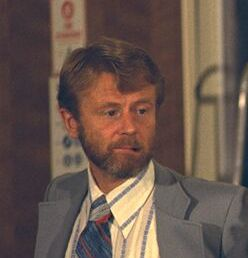
Tom Gehrels w 1974 r.

Tom Gehrels (właściwie Anton M.J. Tom Gehrels; ur. 21 lutego 1925 w Haarlem, zm. 11 lipca 2011 w Tucson) – holenderski astronom z Uniwersytetu Arizony.

## Życiorys
W trakcie II wojny światowej działał w holenderskim ruchu oporu. Uciekł do Anglii, gdzie przeszedł przeszkolenie w Special Operations Executive, po czym został przerzucony na spadochronie na teren okupowanej Holandii, by śledzić poczynania Niemców oraz  prowadzić sabotaż. Po wojnie rozpoczął studia astronomii i fizyki na Uniwersytecie w Leiden, które ukończył w 1951 roku. W 1956 roku uzyskał doktorat z astronomii i astrofizyki na Uniwersytecie Chicago. W latach 50. XX wieku odkrył efekt opozycji w jasności planetoid oraz stworzył pierwszy system fotometrii wykorzystywany w ich badaniach. W Chicago współpracował z Gerardem Kuiperem. Kiedy Kuiper przeniósł się na Uniwersytet Arizony, by stworzyć Lunar and Planetary Laboratory (Laboratorium badań Księżyca i Planet), Tom Gehrels dołączył do jego zespołu.
W latach 60. wykonywał pionierskie badania zależności polaryzacji widma gwiazd, planetoid oraz Saturna i Jowisza, a także kierował badaniami fotopolarymetru obrazującego sond kosmicznych Pioneer 10 i Pioneer 11. W latach 80. XX wieku był odpowiedzialny za stworzenie programu Spacewatch, wykorzystującego teleskopy Obserwatorium Kitt Peak w poszukiwaniu planetoid potencjalnie zagrażających Ziemi. W 2007 roku Oddział Badań Planetarnych Amerykańskiego Towarzystwa Astronomicznego nagrodził Toma Gehrelsa nagrodą Harolda Masursky'ego za badania planetarne.
Tom Gehrels odkrył 4656 planetoid (19 samodzielnie oraz 4637 pracując wspólnie z Cornelisem van Houtenem i jego żoną Ingrid van Houten-Groeneveld). W 2018 roku zajmowali 1. miejsce wśród indywidualnych odkrywców największej liczby planetoid. Gehrels odkrył także cztery komety okresowe: 78P/Gehrels, 82P/Gehrels, 90P/Gehrels i 270P/Gehrels, jednopojawieniową C/1972 F1 (Gehrels) oraz ponownie odkrył zagubioną kometę 64P/Swift-Gehrels.
W uznaniu jego zasług jedną z planetoid nazwano (1777) Gehrels.